# Eugène Gigout
Eugène Gigout (n. 23 martie 1844, Nancy, Franța – d. 9 decembrie 1925, Paris, Franța), a fost un compozitor și organist francez.

## Biografie
Eugène Gigout a avut primul contact cu muzica la catedrala din Nancy, ca membru al corului. A devenit elev la Școala Niedermeyer din Paris începând cu 1857, unde a studiat sub îndrumarea lui Clément Loret și Camille Saint-Saëns. Din 1862, a devenit profesor la această școală, predând teoria muzicală, pianul și orga. În 1911, a succedat lui Alexandre Guilmant la clasa de orgă a Conservatorului din Paris. A fost organist la biserica Saint-Augustin din Paris timp de 62 de ani.
Operele lui Eugène Gigout nu sunt dedicate exclusiv orgii. Printre lucrările sale celebre pentru orgă se numără „Toccata în si minor” și „Scherzo în mi major” din „Dix Pièces pour orgue” din 1890, „Grand Chœur dialogué” (1881), „Cent Pièces brèves dans la tonalité du plain-chant” (1889), „Album grégorien” (1895), „Cent Pièces nouvelles” (1922) și „Poèmes mystiques” (1903).
Stilul său de compoziție este puternic clasic, respectând strict regulile tradiționale ale contrapunctului și armoniei, însă cântul gregorian a fost pentru Gigout o sursă importantă de inspirație în ceea ce privește melodia. Printre elevii săi se numără Maurice Duruflé și Gaston Bélier.
Eugène Gigout este unchiul prin alianță și tatăl adoptiv al compozitorului și organistului Léon Boëllmann.
Eugène Gigout este înmormântat în cimitirul Montmartre împreună cu soția sa, Caroline-Mathilde, născută Niedermeyer (1842-1890), fiica compozitorului Louis-Abraham Niedermeyer, și cu nepotul său, Léon Boëllmann.

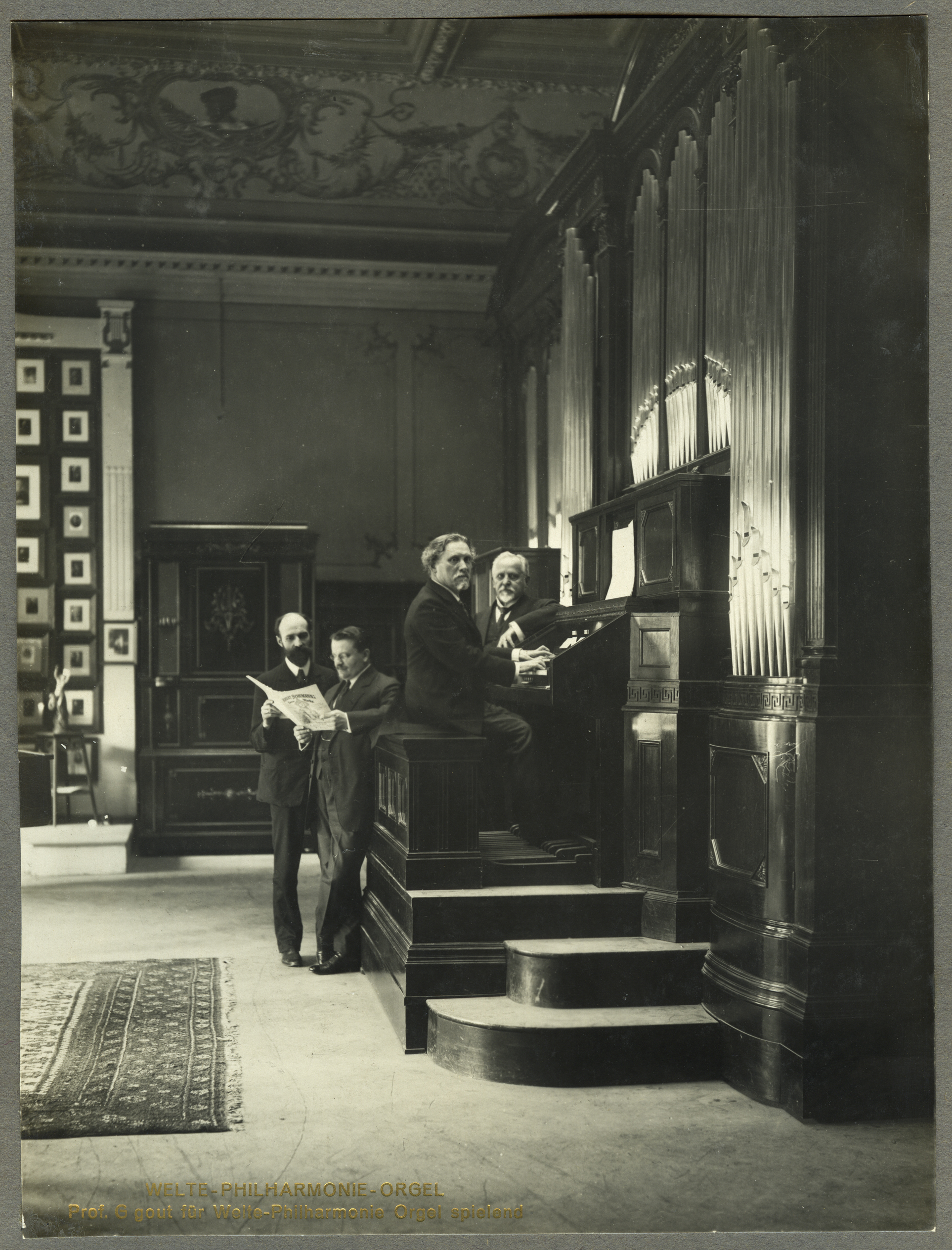
Eugène Gigout la orgă în 1912
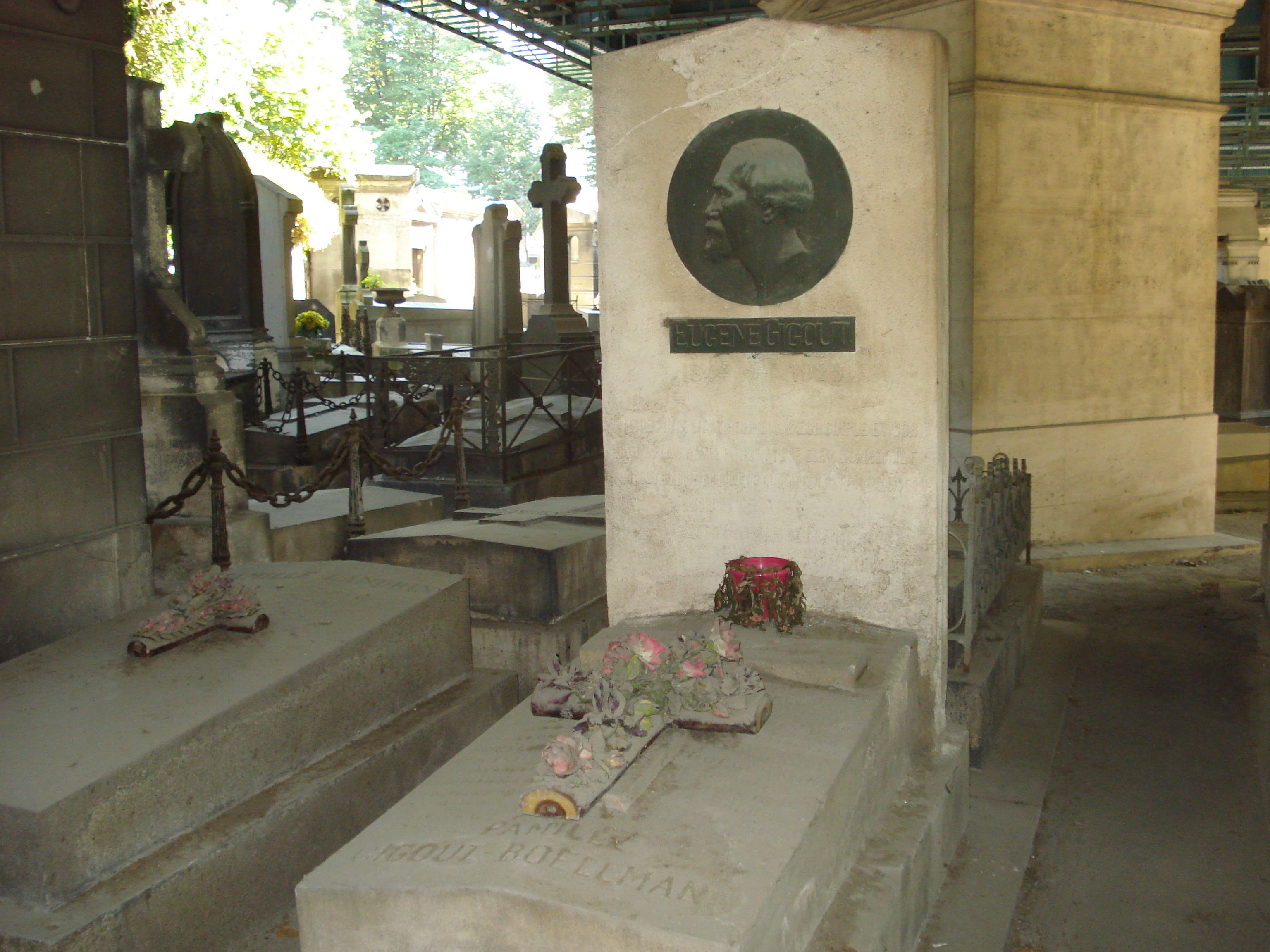
Mormântul lui Eugène GIGOUT și a lui Léon BOËLLMANN - Cimitirul Montmartre
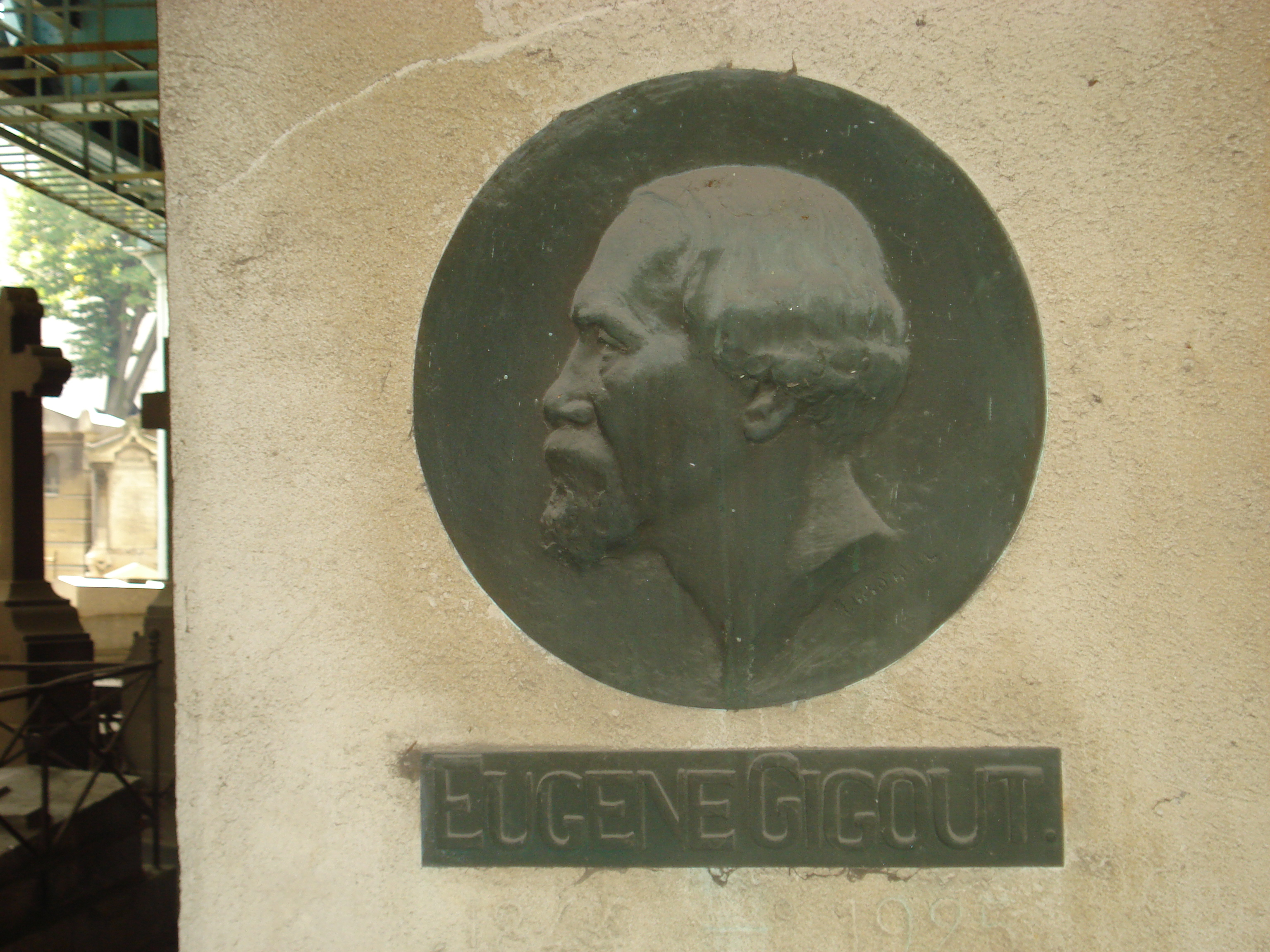
Mormântul lui Eugène GIGOUT (medalionul) și a lui Léon BOËLLMANN - Cimitirul Montmartre